# HMS Curlew (1812)
Pour les autres navires du même nom, voir HMS Curlew.
Le HMS Curlew est un sloop-of-war de la Royal Navy, de la classe Cruiser. Construit à Bridport par William Good & Co., il entre en service en 1812. Il sert seulement 10 ans dans la Royal Navy. Durant la guerre de 1812, il navigue depuis Halifax et capture plusieurs navires privés américains. En 1819, il participe à l'occupation britannique de l'émirat de Ras el Khaïmah. Il est vendu en 1822 à Bombay. Pendant 13 ans, il participe ensuite au commerce de l'opium pour James Matheson, un des fondateurs de Jardine Matheson.

## Guerre de 1812

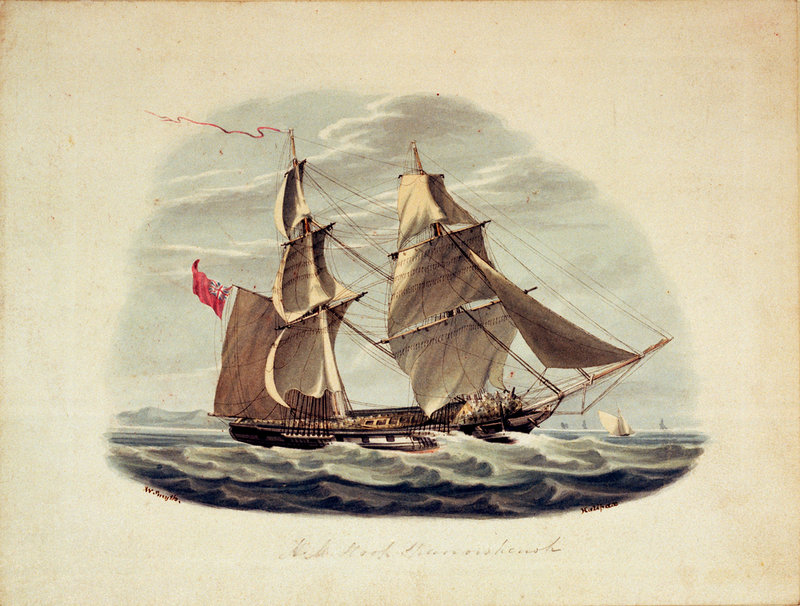
Le de la même classe que le Curlew.

## Carrière post-guerre
Le  Curlew  arrive à Portsmouth le 24 juin 1815. De novembre à janvier 1817, il est en réparation à Chatham. Entre février et avril 1818, il est équipé pour la mer. Le commandant William Walpole est affecté pour les Indes orientales.
Le 8 mai, le  Curlew  est à l'Île Maurice. Le 18 août 1819, il est signalé en croisière dans le golfe Persique. En septembre, il est à Bombay. Sur le chemin, 15 grands bateaux Joasmi arabes l'attaquent. Après cinq heures de combat, il en coule trois et en capture sept.
Le contre-amiral King nomme comme le capitaine Francis Augustus Collier, du Liverpool pour commander la partie navale d'une expédition punitive conjointe marine et armée contre les pirates au Ras al-Khaimah, dans le golfe Persique. La force navale consiste en  Liverpool , Eden,  Curlew , plusieurs croiseurs de l'East India Company, un certain nombre d'armes à feu et des bateaux de mortier. Plus tard, plusieurs navires appartenant au Sultan de Mascate les rejoignent. Du côté de l'armée, le général Sir  William Keir commande quelque 5 000 soldats.
L'expédition punitive ancre au large de Ras-al-Khaimah, le 2 décembre. Elle attend deux jours avant de débarquer les troupes. Collier place Walpole à la tête des bateaux armés et d'une armée sur pinasse pour protéger l'atterrissage. Le 4 décembre, le  Curlew  approche du rivage et fait feu sur la ville mais avec peu d'effet. Le 8 décembre, la marine prend trois pièces de 24 du  Liverpool  et les amène à terre. Celles-ci deviennent alors beaucoup plus efficaces. Quand les troupes entrent dans la ville, le 9 décembre, elles constatent que les habitants ont tous fui. Le siège a coûté cinq morts et 52 blessés. Les opposants aurait compté un millier de morts.
Les Britanniques ont ensuite passé décembre et début janvier à explorer la côte, détruisant les forts et les navires. La capture, la destruction des fortifications et des navires dans le port représentent une lourde perte pour les pirates du Golfe. La Royal Navy n'a subi aucune perte au cours de l'action.
En décembre, le commandant George Gambier remplace Walpole qui reçoit une promotion de Post-capitaine pour son rôle dans l'attaque des pirates. Walpole retourne en Grande-Bretagne en tant que capitaine du HMS Seringpatam. En avril 1820, le lieutenant  Price Blackwood remplace Gambier,. (Blackwood est promu commandant le 4 juin 1821.) En novembre 1820, le Curlew participe à une autre expédition punitive mais en raison d'un désaccord entre Blackwood et le capitaine Thompson de l'armée de terre, la force navale n'accompagne pas l'armée intérieure et ainsi manque la débâcle qui suit. Plus tard, Blackwood commande le  Curlew  en mer de Chine.

### Service marchand: opium
Le 28 décembre 1822, l'Amirauté vend le Curlew à James Matheson, à Bombay, pour 15 100 roupies. Il le rebaptise Jamesina .
 Jamesina  est affecté au commerce de l'opium pendant plus d'une décennie par la suite. Matheson a acheté un navire de la marine parce que les marchands d'opium ont constaté que leur puissance de feu est un moyen de dissuasion efficace pour les pirates et les coutumes chinoises officielles. Bien que ces navires ne soient pas conçus pour transporter des marchandises, l'opium ne prend pas beaucoup de place en cale. Les équipages sont cosmopolites. Un rapport donne pour le  Jamesina  : équipage en 1832 composé de 10 Européens, 54 Indiens lascars et quatre employés chinois.
Dans les années 1830, l'opium est le seul produit précieux commercialisé dans le monde. Bien que le commerce soit illégal, il n'y avait pas de pénurie de fournisseurs. En 1830, le nouveau remorqueur à vapeur  Forbes remorque le Jamesina, transportant 840 caisses d'opium du Bengale, de Calcutta à destination de Singapour. À partir de là,  Jamesina  continue à la voile.
En 1833, le Jamesina vend 330 000 £ d'opium à  Foochow,  Amoy,  Ningpo et d'autres ports chinois.
Dans le milieu des années 1930, Jardine Matheson aurait utilisé le Jamesina comme bateau de stockage (storeship) pour l'opium.